# Chappy
Chappy（チャッピー、1968年5月24日 - ）は、神奈川県出身の日本のものまね芸人である。ジャパンドリーム所属。

## 経歴
- 爆笑!スターものまね王座決定戦スペシャル
- 発表!日本ものまね大賞
- 爆笑そっくりものまね紅白歌合戦スペシャル
- ものまね炎の対決グランプリ[要検証 – ノート]
- 久本雅美の全日本そっくり大賞
- 金曜テレビの星!「許して下さい私のざんげ[要検証 – ノート]」
- たけし・つるべの史上最低のたび[要検証 – ノート]
- とんねるずの本汁でしょう!!
- ものまね紅白決定戦[要検証 – ノート]

## 主なものまねレパートリー
- 美川憲一
- 福山雅治
- 高嶋政伸
- 和田アキ子
- 西城秀樹
- 藤井隆